# Кириллов, Иван Викторович
Ива́н Ви́кторович Кири́ллов (23 июля 1927, Покровское, Козьмодемьянский кантон, Марийская автономная область, РСФСР, СССР — 13 июня 1994, Йошкар-Ола, Марий Эл, Россия) — советский государственный, партийный и комсомольский деятель. Первый секретарь Марийского обкома ВЛКСМ (1958—1960). Член ВКП(б) с 1960 года.

## Биография
Родился 23 июля 1927 года в с. Покровское ныне Горномарийского района Марий Эл в крестьянской семье. 
С 1944 года — на комсомольской работе: секретарь Юринского райкома, комсорг ЦК по Руткинскому лесопопромышленному хозяйству, второй секретарь Горномарийского райкома ВЛКСМ Марийской АССР.
В 1951 году окончил Горьковский педагогический институт и Горьковскую партийную школу.
С 1955 года — второй, в 1958—1960 годах — первый секретарь Марийского обкома ВЛКСМ.
Перешёл на партийную работу: в 1960–1965, 1980–1987 годах был заместителем заведующего отделом Марийского обкома КПСС. В 1965–1970 годах – второй секретарь Йошкар-Олинского горкома КПСС.
В 1959–1963 годах избирался депутатом Верховного Совета Марийской АССР V созыва.
В 1970–1980 годах – начальник Марийского республиканского управления профессионально-технического образования.
Награждён орденами Трудового Красного Знамени, «Знак Почёта», медалями, дважды – Почётной грамотой Президиума Верховного Совета Марийской АССР.
Скончался 13 июня 1994 года в Йошкар-Оле.

## Награды
- Орден Трудового Красного Знамени (1976)[2][3]
- Орден «Знак Почёта» (1966, 1971)[2][3]
- Юбилейная медаль «За доблестный труд. В ознаменование 100-летия со дня рождения Владимира Ильича Ленина»
- Почётная грамота Президиума Верховного Совета Марийской АССР (1977, 1987)[2][3]